# コレンドン・ダッチ航空

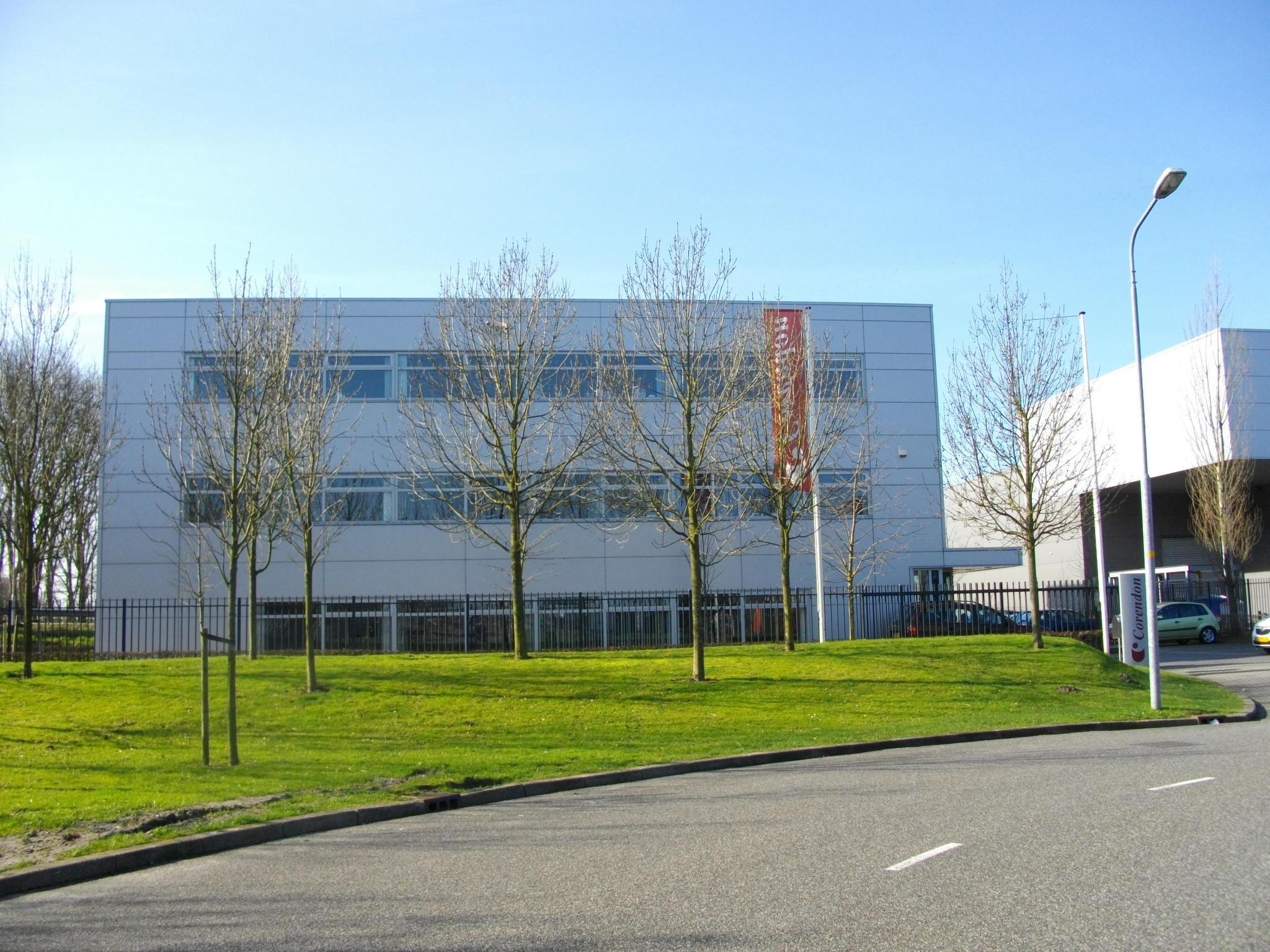
コレンドン・ダッチ航空の本社

コレンドン・ダッチ航空（コレンドン・ダッチこうくう、Corendon Dutch Airlines）はオランダの航空会社。北ホラント州ハーレマーメールのレインデンに本社がある。オランダの旅行会社コレンドン傘下の航空会社で、トルコ（コレンドン航空）とマルタ（コレンドン航空ヨーロッパ）に関連会社がある。

## 歴史
2005年にオランダの旅行会社コレンドン (Corendon Vliegvakanties) が航空部門としてトルコにコレンドン航空を設立したが、コレンドン航空はオランダからトルコ以外の目的地に飛行機を飛ばすことが認められなかったため、新たにコレンドン・ダッチ航空が設立された。コレンドン・ダッチ航空は2011年4月に航空運送事業許可を取得し、2011年4月30日にダラマンへの初飛行を行った。

## 就航都市
設立当初はアムステルダム・スキポール空港を拠点に、ギリシャやモロッコ、エジプト、ブルガリア、マケドニアなど地中海沿岸の行楽地に就航していた。2012年には保有機材を増やして、チュニジアのエンフィダ、ポルトガルのファロ、ギリシャのコス島・ロドス島なども就航地に加えた。

## 保有機材

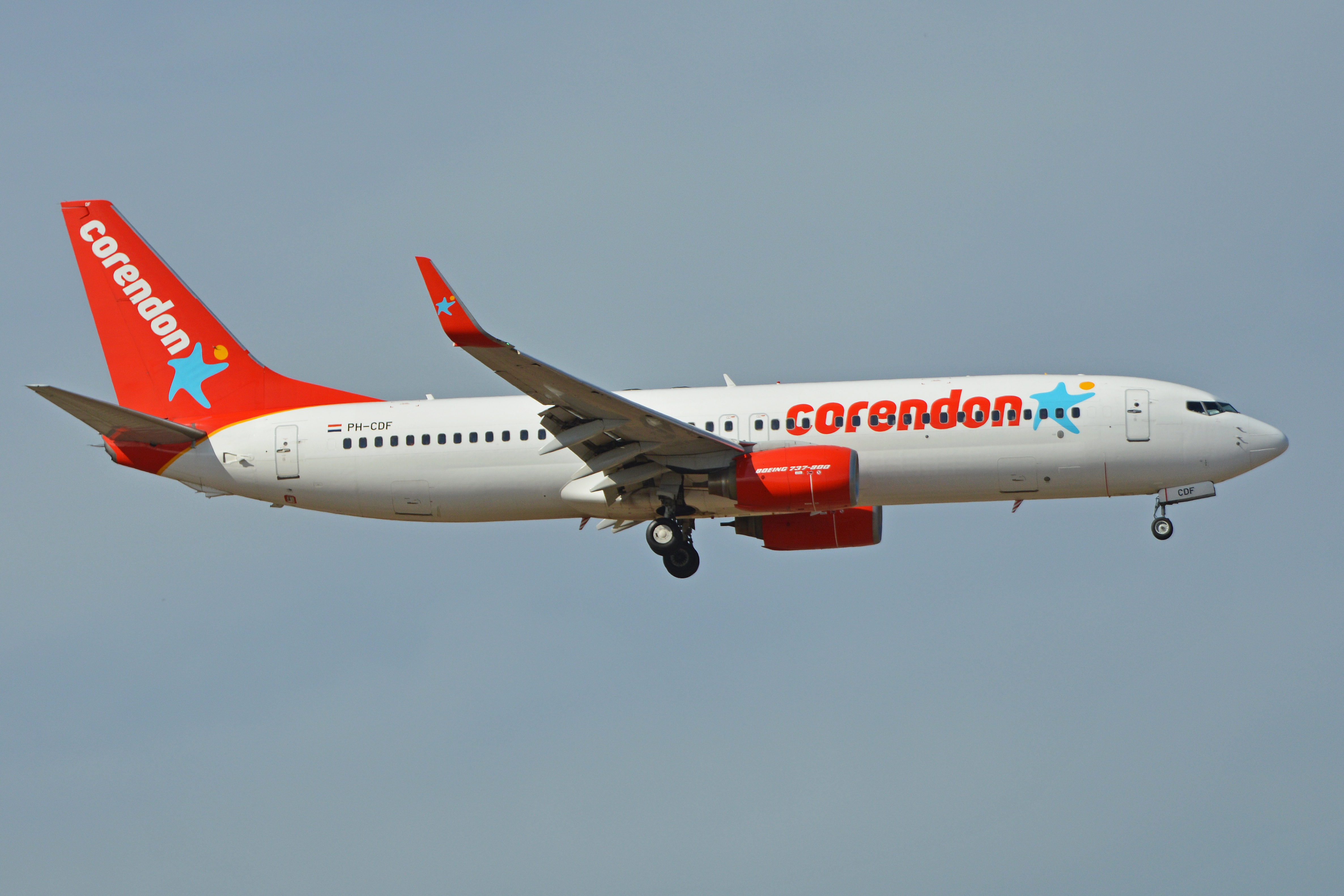
コレンドン・ダッチ航空のボーイング737-800

コレンドン・ダッチ航空の保有機材は以下の通りである（2021年9月時点）。
| 機種              | 保有数 | 発注中 | 座席数 | 備考 |
| ----------------- | ------ | ------ | ------ | ---- |
| ボーイング737-800 | 3      | —      | 189    |      |
| 合計              | 3      | —      |        |      |